# Cratere Brackett
Brackett è un cratere lunare di 8,87 km situato nella parte nord-orientale della faccia visibile della Luna.